# Хасијум
Хасијум (Hs, лат. hassium), претходно уннилоктијум (Uno), прелазни је метал. Назив је добио по једној од Немачких савезних држава, Хесену. Први пут га је изоловао 1984. године тим немачких истраживача који су предводили Петер Армбрустер и Готфрид Минценберг. Он је синтетички (не налази се у природи већ је добијен вештачки) и радиоактивни елемент. Најстабилнији познати изотоп хасијума је 277Hs, са временом полураспада од око 30 секунди. До данас је синтетизирано више од 100 атома хасија.
У периодном систему налази се у d-блоку трансактиноидних елемената. Хасијум припада елементима 7. периоде и 8. групе периодног система, па је стога шести члан 6d серије прелазних метала. Хемијски експерименти потврдили су да се хасијум понаша као тежи хомолог осмијума из 8. групе елемената. Његове хемијске особине су само делимично проучене, а до данас је познато да у великој мери одговарају особинама других елемената из исте групе. Очекује се да би хасијум у већим количинама могао бити сребрнасти метал који лако реагује са кисеоником из ваздуха, градећи испарљиви тетроксид.

## Историја
Прву синтезу елемента 108 покушао је 1978. године руски тим научника којег су предводили Јури Цолакович Оганесјан и Владимир Утјонков на Заједничком институту за нуклеарна истраживања (JINR) у руском граду Дубна, користећи реакције којим би могли добити изотопе хасијума-270 и 264. Међутим, добијени подаци нису били у складу са очекиваним, те су пет година касније извели нове експерименте, када су ова два изотопа хасијума добијена заједно са изотопом 263. Експеримент је поновљен 1984. и потврђен.
Хасијум је званично откривен 1984. године, а открио га је немачки тим истраживача којег су предводили Петер Армбрустер и Готфрид Минценберг на Институту за истраживање тешких јона (нем. Gesellschaft für Schwerionenforschung, GSI) у Дармштату. Научници су бомбардовали мету сачињену од изотопа олова-208 са убрзаним језгрима атома жељеза-58, након чега су добили три атома изотопа хасијума-265. Након тог открића настала је полемика у научним круговима о томе ко би званично требао добити заслуге за откриће хасијума. IUPAC-ова трансфермијска радна група (TWG) у свом извештају 1992. назначила је сарадњу немачких научника као званично откриће елемента. Навели су да је Институт у Дармштату „детаљније, и уз боља убеђења” пружио доказе, а пошто су комбиновани подаци из Дубне и Дармштата потврдили да је синтетисани елемент управо хасијум, GSI је добио заслуге за откриће. IUPAC-ова група је претходно знала да су подаци такође давали основа да се руско откриће из 1983. наведе као званично, али су навели да је „елемент 108 са великом вероватноћом играо значајну улогу у експерименту у Дубни”.
Име хасијум предложили су Петер Армбрустер и његови сарадници, који су званично признати као откривачи елемента 1992, а извели су га из латинског имена немачке савезне покрајине Хесен (Hassia), где се институт и налази. Користећи Мендељејеву предложену номенклатуру за неименоване и неоткривене хемијске елементе, хасијум би се требао звати и ека-осмијум. Године 1979. током такозваних "Трансфермијских ратова" (али пре синтезе хасијума), IUPAC је објавио препоруке према којим би се овај елемент требао називати уннилоктијум (са припадајућим симболом Uno), што је представљало систематско привремено име, све док се елемент не открије (и откриће потврди), те се затим не додели стално име. Иако су хемичари и физичари генерално прихватили име хасијум, почев од школа до напредне литературе, многи научници су игнорисали IUPAC-ову препоруку, те га зову једноставно "елемент 108" са симболом (108), или само 108, док неки користе предложено име „хасијум”.
IUPAC-ова комисија је 1994. предложила да се елемент 108 назове ханијум (Hn) према немачком физичару Нобеловцу Оту Хану, након ранијег предлога отоханијум (Oh), иако је дугогодишња пракса била да особа или особе које открију елемент имају право да предложе име, тако да би се елементи названи по Хану и Лизи Мајтнер (мајтнеријум) налазили један до другог, у част њиховом заједничком открићу нуклеарне фисије. Овај потез је био због тога што нису сматрали да је покрајина Хесен ишта „учинила” да би се елемент назвао по њој. Након протеста немачких научника и Америчког хемијског друштва, IUPAC се предомислио те је назив хасијум (Hs) интернационално прихваћен 1997. године.

## Предвиђене особине
Разни прорачуни показују да би хасијум требао бити најтежи познати елемент из 8. групе периодног система, и да је то у складу са периодним законима. Његове особине би генерално требале одговарати онима које се очекују за теже хомологе осмијума, уз неколико незнатних одступања због релативистичких ефеката.